# Paulo Obradović

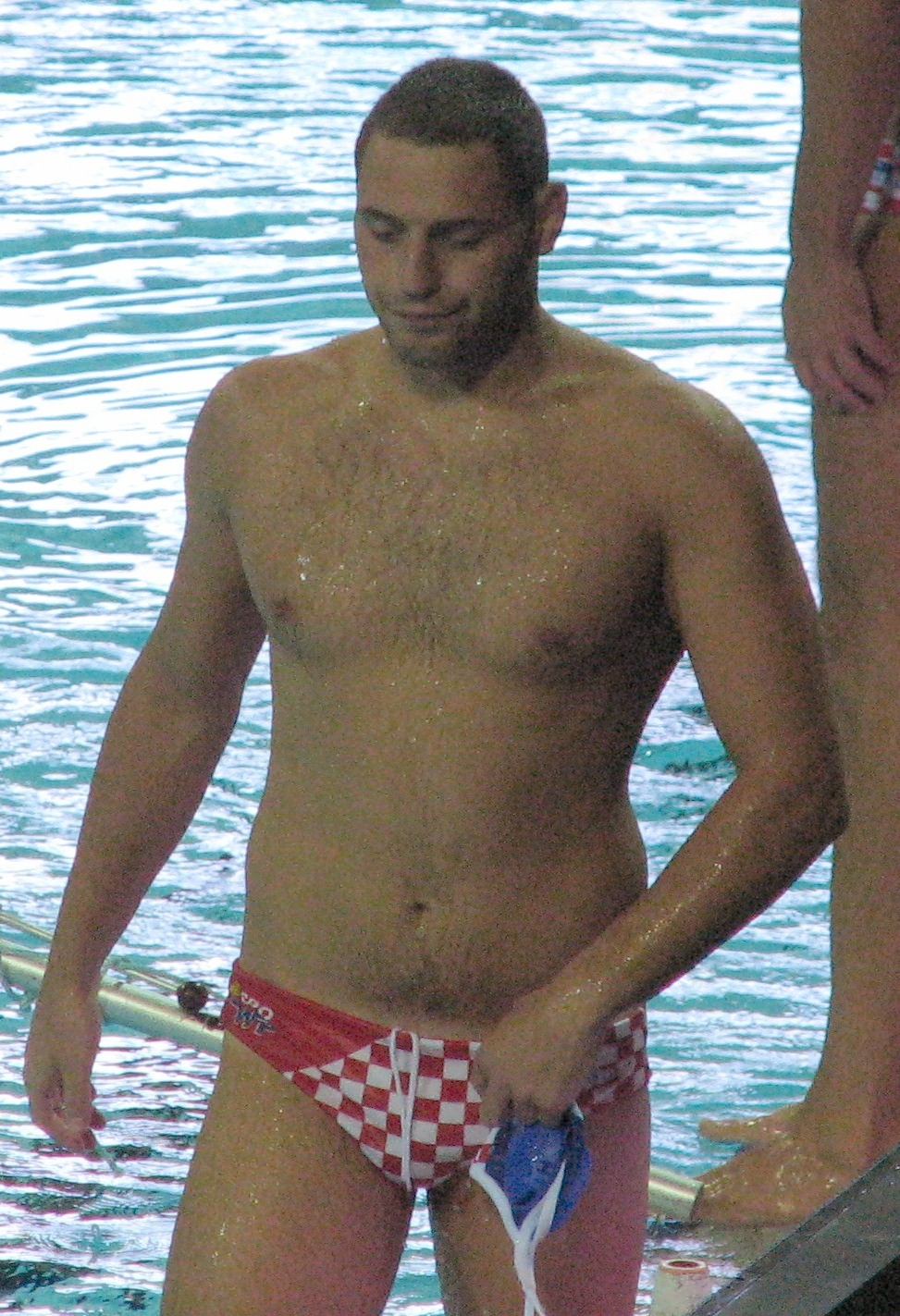
Paulo Obradović (2010)

Paulo Obradović (* 9. März 1986 in Dubrovnik) ist ein ehemaliger kroatischer Wasserballspieler. Er war mit der kroatischen Nationalmannschaft Olympiasieger 2012. Bei Weltmeisterschaften war er 2009, 2011 sowie 2013 Dritter und 2015 Zweiter. Obradović gewann einmal Gold bei Europameisterschaften und einmal Gold bei Mittelmeerspielen.

## Sportliche Karriere
Der 1,90 Meter große Obradović war ab 2009 Nationalspieler. 2009 bei der Weltmeisterschaft in Rom unterlagen die Kroaten im Halbfinale den Serben, wobei Obradović in diesem Spiel ein Tor erzielte. Im Spiel um den dritten Platz besiegten die Kroaten die Mannschaft aus den Vereinigten Staaten mit 8:6. Samir Barać und Paulo Obradović waren mit je zwei erzielten Toren die besten Schützen der Kroaten in diesem Spiel. Im Jahr darauf war Kroatien Gastgeber der Europameisterschaft 2010. Die kroatische Mannschaft bezwang im Halbfinale die spanische Mannschaft mit 10:9, im Finale siegte sie mit 7:3 gegen die Italiener. Bei der Weltmeisterschaft 2011 in Shanghai unterlagen die Kroaten im Halbfinale den Italienern mit 8:9. Das Spiel um den dritten Platz gewannen die Kroaten mit 12:11 gegen die Ungarn. 2012 gewannen die Kroaten alle fünf Spiele ihrer Vorrundengruppe bei den Olympischen Spielen in London. Nach einem 8:2 im Viertelfinale gegen das US-Team und einem 7:5 gegen Montenegro im Halbfinale trafen die Kroaten im Finale auf die italienische Mannschaft und gewannen mit 8:6. Obradović warf zwei seiner fünf Turniertore im Viertelfinale.
Ende Juni 2013 fanden die Mittelmeerspiele 2013 im türkischen Mersin statt, bei denen die kroatische Mannschaft gewann. Einen Monat später bei der Weltmeisterschaft in Barcelona unterlagen die Kroaten im Halbfinale der ungarischen Mannschaft. Das Spiel um den dritten Platz gewannen die Kroaten mit 10:8 gegen die Italiener. Paulo Obradović warf im Turnierverlauf 15 Tore und traf in jedem Spiel mindestens einmal. 2015 bei der Weltmeisterschaft in Kasan besiegten die Kroaten im Viertelfinale die Mannschaft Montenegros mit 10:4. Beim Halbfinalsieg im Penaltyschießen gegen Griechenland erzielte Obradović zwei Treffer in der regulären Spielzeit, am Fünfmeterschießen nahm er nicht teil. Im Finale unterlagen die Kroaten den Serben mit 4:11, wobei Obradović eins der vier kroatischen Tore erzielte.
Bei den Olympischen Spielen 2016 gehörte Paulo Obradović nicht zum kroatischen Kader. Nach langer Pause war er dann bei den erst 2021 ausgetragenen Olympischen Spielen in Tokio wieder dabei. Die Kroaten unterlagen im Viertelfinale den Ungarn mit 11:15, wobei Paulo Obradović zwei Tore erzielte. Nach zwei Siegen in den Platzierungsspielen wurden die Kroaten Fünfte.
Auf Vereinsebene war Paulo Obradović seit Jugendtagen mit zwei zweijährigen Unterbrechungen bis 2021 bei VK Jug Dubrovnik. Mit Dubrovnik gewann er zwölf kroatische Meistertitel, seinen 13. Titel erkämpfte er 2014 mit VK Primorje Rijeka. 2018 und 2019 war er mit Olympiakos griechischer Meister.